# Eunoumeana dejectaria
Eunoumeana dejectaria är en fjärilsart som beskrevs av Walker 1860. Eunoumeana dejectaria ingår i släktet Eunoumeana och familjen mätare. Inga underarter finns listade i Catalogue of Life.